# Haumania
Haumania es un género con cinco especies de plantas herbáceas perteneciente a la familia Marantaceae. Es originario del oeste de África tropical, Japón y Nueva Guinea.

## Especies
- Haumania danckelmaniana (J.Braun & K.Schum.) Milne-Redh.
- Haumania leonardiana G.Evrard & Bamps
- Haumania liebrechtsiana (De Wild. & T.Durand) J.Léonard
- Haumania microphylla Hoogl.
- Haumania walkeri Ohw